# Milena Chlumová
Milena Chlumová (* 1. Juni 1946 in Vrchlabí) ist eine ehemalige tschechoslowakische Skilangläuferin.
Chlumová, die für den Spartak Vrchlabi startete, errang bei den Lahti Ski Games 1970 den zweiten Platz mit der Staffel. Bei den Nordischen Skiweltmeisterschaften 1970 in Vysoké Tatry wurde sie Fünfte mit der Staffel. Zwei Jahre später lief sie bei den Olympischen Winterspielen in Sapporo auf den 27. Platz über 5 km und auf den 26. Platz über 10 km. Bei den tschechoslowakischen Meisterschaften siegte Chlumová viermal über 10 km (1968–1970, 1974) und einmal über 5 km (1970).